# سید جلال‌الدین محمدیان
سیدجلال‌الدین محمدیان (زاده سال ۱۳۲۵ در کرمانشاه) خواننده اهل ایران است. اثر مشهور او تصنیف «مردان خدا» است.

## زندگی‌نامه
سیدجلال‌الدین محمدیان به سال ۱۳۲۷ در محلهٔ فیض‌آباد کرمانشاه متولد شد. از سنین جوانی به تشویق استاد سیدامیرالله کاته‌کبودی با گروه تنبورنوازان به همکاری پرداخت و پس از چندی که صدایش خوب پخته و آماده گردید، در سال ۱۳۵۱ فعالیت رسمی و هنری خود را در فرهنگ و هنر کرمانشاه شروع کرد و در سال ۱۳۵۵ به تهران آمد و برای این که بهتر بتواند گوشه‌ها و ردیف‌های موسیقی اصیل ایران را فرا گیرد به عنوان شاگرد نزد استاد محمدرضا شجریان پذیرفته شد؛ و در مکتب صبا افتخار شاگردی وی نصیبش گردید. مدت سه سال ضمن کسب فیض از محضر استاد، همزمان در خدمت استاد اصغر بهاری با ساز [و] ردیف‌های آواز آشنا شد و سه سال دیگر در کلاس استاد شجریان که در رادیو تدریس می‌کرد؛ حضور یافت و به‌طور خصوصی در منزل شادروان استاد محمود کریمی بمنظور تکمیل دانش موسیقی به فراگیری پرداخت. در سال ۱۳۵۶ با گروه تنبورنوازان همکاری خود را آغاز کرد.
محمدیان در سال ۱۳۵۸ همکاری خود را با مرکز حفظ و اشاعه موسیقی آغاز و آهنگی جالبی بنام «هوای وطن» با ارکستر تنبور شمس و مظهر انوار، را با ارکستر رادیو ایران اجرا نمود.
وی در سال ۱۳۵۸ با گروه تنبورنوازان کنسرتی در تالار وحدت به مدت پنج روز اجرا کرد که آهنگ «باز هوای وطنم آرزوست» از او مورد توجه قرار گرفت و در سال ۶۶ آهنگ «مردان خدا» در بخش موسیقی مذهبی و عرفانی برنده گردید.
از سال ۱۳۶۶ همکاری خود را با وزارت ارشاد اسلامی آغاز کرد و بیش از ده آهنگ جالب اجرا کرد و بسیاری از آهنگ‌های وی که از ساخته‌های خودش می‌باشد، نظیر: فضای سینهٔ حافظ، نوای طاهر، موسی و شبان، ساقی کوثر، فلک باغبان، که قسمتی از آن به یاد مرحوم سیدعلی‌اصغر کردستانی خوانده شده‌است. سید بیشتر کارهای خود را با هنرمندان خوب و باارزشی مثل: محمد موسوی، جلیل عندلیبی، جمشید عندلیبی، حسین بهروزی‌نیا، کاظم داوودیان، منصور سینکی، بیژن کامکار، علی ناظری، محمدعلی کیانی‌نژاد، سهیل ایوانی، سیدخلیل عالی‌نژاد و هادی منتظری اجرا نموده‌است و تنظیم بسیاری از آنها را فریدون شهبازیان انجام داده‌است.
سید جلال‌الدین محمدیان در سال ۱۳۹۷ پس از ده سال با اجرای ترانهٔ «زلال مهربونیت» در تیتراژ فصل دوم سریال روزهای بی‌قراری که پخش آن از فروردین ۱۳۹۸ از شبکه دوم سیما آغاز شد اثر جدیدی ارائه داد.
محمدیان سالهاست از دنیای هنر کناره گرفته‌است. وی خود می‌گوید: «... بنابر دلایلی از هنر کناره گرفتم. با خودم گفتم هنری که بشود رذالت و پشت هم حرف زدن را نمی‌خواهم.»

## آلبوم‌ها
- مردان خدا
- عاشق دیوانه
- همنشین دل
- زادهٔ عشق
- عهد جانان
- مهر مهرویان
- آشنایان ره عشق
- عارفانه
- گلستان عاشقان
- کرمانشان
- وصال یار
- شیرین شیرینه شامل آهنگ‌های:

1. نیلوفرای من
2. شیرین شیرینه
3. مثل گلی نگارا
4. مزار شیرین
5. گوڵنیشان
6. هیچ تقصیری
7. ئاگرواران
8. سه‌فه‌ر خوه‌ش
9. گل من

## تقدیر
سی و دومین جشنوارهٔ موسیقی فجر در مراسم اختتامیهٔ خود در ۶ بهمن ۱۳۹۵، از سید جلال‌الدین محمدیان در بخش تقدیر از پیشکسوتان تقدیر و تجلیل به عمل آورد.
همچنین در ۲۵ تیر ۱۴۰۲ مراسم بزرگداشت «سیدجلال‌الدین محمدیان» در تالار رودکی تهران برگزار شد که طی آن قطعهٔ «مردان خدا» توسط گروه تنبورنوازان «راز مهتاب» اجرا شد.